# Sous-groupe compact maximal
En mathématiques, un sous-groupe compact maximal K d'un groupe topologique G est un sous-groupe K qui est un espace compact, dans la topologie du sous-espace, et maximal parmi ces sous-groupes.
Les sous-groupes compacts maximaux jouent un rôle important dans la classification des groupes de Lie et en particulier des groupes de Lie semi-simples. Les sous-groupes compacts maximaux de groupes Lie ne sont pas en général unique, mais sont unique à conjugaison près - ils sont essentiellement uniques.

## Exemple
Un exemple serait le sous-groupe O(2), le groupe orthogonal, à l'intérieur du groupe linéaire général GL(2, R). Un exemple connexe est SO(2) dans SL(2, R) . Mais SO(2) dans GL(2, R) est compact et non maximal. La non-unicité de ces exemples peut être vu par le fait que tout produit interne a un groupe orthogonal associé, et l'unicité essentielle correspond à l'unicité essentielle du produit interne.

## Définition
Un sous-groupe compact maximal est un sous-groupe maximal parmi des sous-groupes compacts, plutôt que qu'un sous-groupe maximal qui se trouve être compact.

## Existence et unicité
Le théorème de Cartan-Iwasawa-Malcev affirme que tout groupe de Lie connexe (et en fait tout groupe localement compact connexe) admet des sous-groupes compacts maximaux et qu'ils sont tous conjugués les uns aux autres. Pour un groupe de Lie semi-simple, l'unicité est une conséquence du théorème du point fixe de Cartan, qui affirme que si un groupe compact agit par isométries sur une variété riemannienne complète simplement connexe à courbure négative, alors il a un point fixe.
Les sous-groupes compacts maximaux des groupes de Lie connexes ne sont généralement pas uniques, mais ils sont uniques à conjugaison près, ce qui signifie que, étant donné deux sous-groupes compacts maximaux K et L, il existe un élément g ∈ G (non unique) tel que gKg−1 = L . Par conséquent, un sous-groupe compact maximal est essentiellement unique.

### Preuves
Pour un groupe de Lie semi-simple réel, la preuve de Cartan de l'existence et de l'unicité d'un sous-groupe compact maximal peut être trouvée dans Borel (1950) et Helgason (1978). Cartier (1955) et Hochschild (1965) discutent de l'extension aux groupes de Lie connexes et aux groupes localement compacts connexes.
Pour les groupes semi-simples, l'existence est une conséquence de l'existence d'une forme réelle compacte du groupe de Lie semi-simple non compact et de la décomposition de Cartan correspondante. La preuve de l'unicité repose sur le fait que l'espace symétrique riemannien correspondant G/K a une courbure négative et du théorème du point fixe de Cartan. Mostow (1955) montré que la dérivée de l'application exponentielle en tout point de G/K satisfait |d exp X| ≥ |X|. Ceci implique que G/K est un espace d'Hadamard (en), c'est-à-dire un espace métrique complet satisfaisant une forme affaiblie de la règle du parallélogramme dans un espace euclidien. L'unicité peut alors être déduite du théorème du point fixe de Bruhat-Tits. En effet, tout ensemble fermé borné dans un espace d'Hadamard est contenu dans une unique plus petite boule fermée, dont le centre est appelé son centre circonscrit. En particulier un groupe compact agissant par isométries doit fixer le centre circonscrit de chacune de ses orbites.

## Applications

### Théorie des représentations
Les sous-groupes compacts maximaux jouent un rôle fondamental dans la théorie des représentations lorsque G n'est pas compact. Dans ce cas, un sous-groupe compact maximal K est un groupe de Lie compact (puisqu'un sous-groupe fermé d'un groupe de Lie est un groupe de Lie), pour lequel la théorie est plus simple.
Les opérations reliant les théories de représentation de G et K restreignent les représentations de G à K, et induisent les représentations de K à G, et celles-ci sont assez bien comprises ; leur théorie inclut celle des fonctions sphériques.

### Topologie
La topologie algébrique des groupes de Lie est aussi largement portée par un sous-groupe compact maximal K. Pour être précis, un groupe de Lie connexe est un produit topologique (mais pas un produit théorique de groupe) d'un compact maximal K et d'un espace euclidien : G = K × Rd. En particulier, K est une rétraction de G, et est équivalent (homotopie), et donc ils ont les mêmes groupes d'homotopie. En effet, l'insertion {\displaystyle K\hookrightarrow G} et la rétraction de déformation {\displaystyle G\twoheadrightarrow K} sont des équivalences d'homotopie.
Pour le groupe linéaire général, cette décomposition est la décomposition QR, et la rétraction de déformation est le processus de Gram-Schmidt. Pour un groupe de Lie semi-simple général, la décomposition est la décomposition d'Iwasawa de G comme G = KAN dans laquelle K apparaît dans un produit avec un sous-groupe contractile AN.